# تيم كوان
تيم كوان (بالإنجليزية: Tim Cowan)‏ هو لاعب كرة قدم أمريكية ولاعب كرة القدم الكندية أمريكي، ولد في 17 أغسطس 1960 في لينووود في الولايات المتحدة.

## وصلات خارجية
- تيم كوان على موقع JustSportsStats.com (الإنجليزية)